# Mecánica del daño
La mecánica del daño y los modelos mecánicos de daño del continuo son una rama de la resistencia de materiales y la mecánica de medios continuos que se ocupa de la representación y la modelización del daño mecánico en los materiales, con el objeto de hacer predicciones de ingeniería sobre el inicio, la propagación y la fractura de los materiales sin recurrir a una descripción microscópica que sería demasiado compleja para el análisis práctico.
La mecánica del daño es un ejemplo del enfoque típico de la ingeniería para modelizar fenómenos complejos. Citando a D. Krajcinovic, "a menudo se argumenta que la tarea última de la investigación en ingeniería es proporcionar no tanto una mejor visión del fenómeno examinado como suministrar una herramienta de predicción racional aplicable en el diseño". La mecánica del daño es un tema de mecánica aplicada que se basa en gran medida en la mecánica del continuo. La mayor parte de los trabajos sobre mecánica del daño utilizan variables de estado internas para representar los efectos de daño en la rigidez y la vida restante del material que se está dañando como resultado de la carga termomecánica y el envejecimiento. Las variables de estado pueden ser medibles, por ejemplo, la densidad de grietas, o inferirse del efecto que tienen sobre alguna propiedad macroscópica, como la rigidez, el coeficiente de dilatación térmica, la vida útil restante, etc. Las variables de estado tienen una magnitud termodinámica conjugada que son las que predicen cuando el daño seguirá aumentando.
En este enfoque, iniclamente, el material se considera en un estado intacto y la mecánica del daño formula una ecuación de evolución del daño, que sóol puede aumentar. Esa evolución del daño no progresa espontáneamente después de la iniciación, por lo que se requiere un modelo de evolución del daño. En formulaciones del tipo plasticidad, la evolución del daño es controlada por una función de endurecimiento, pero esto requiere parámetros fenomenológicos adicionales que deben ser encontrados a través de la experimentación, lo cual es caro, consume tiempo y prácticamente nadie lo hace. Por otro lado, las formulaciones de micromecánica del daño son capaces de predecir tanto la iniciación como la evolución del daño sin necesidad de propiedades del material adicionales.

## Desarrollo y modelos específicos
El término Continuum Damage Mechanics fue introducido por primera vez por J. Hult en 1972, para referirse al modelo usado para predecir el inicio de grietas en estructuras sometidas a grandes cargas. Los modelos actuales de daño van desde el modelo temprano con una variable de daño escalar de L.M. Kachanov en 1958, hasta la variable de daño tensorial anisótropo, desde los aspectos termodinámicos clásicos hasta la tensión efectiva que tiene en cuenta el cierre de microdefectos  en cargas de tipo compresivo; desde la simple medición del daño local hasta los campos de daño, desde una simple ley de daño hasta la anisotropía inducida por daño, así como la generalización a materiales cuasi-frágiles, desde la elasto-(visco-)plasticidad junto con el daño al fenómeno de localización, la etapa final antes del inicio de la grieta.

El daño mecánico se refiere a la creación y crecimiento de microvacíos o microfisuras que son discontinuidades en un medio considerado como continuo a mayor escala. Las discontinuidades de daño son  "pequeñas" con respecto al tamaño del elemento estructural pero, por supuesto, grandes en comparación con el espaciamiento atómico. Desde un punto de vista físico, el daño siempre está relacionado con deformaciones irreversibles y, más generalmente, con una disipación de energía potencial elástica, ya sea en la mesoescala o en la microescala (escala donde aparecen discontinuidades materiales).

### Partes de un modelo de daño
La termodinámica de los procesos irreversibles permite modelar el comportamiento de diferentes sólidos deformables, en tres pasos:
1. Definición de variables de estado, el valor real de cada parámetro que defina el estado actual del sóldo y el mecanismo de fallo correspondiente.
2. Definición de un potencial de estado general de la que derivar las leyes constitutivas y la definición de las variables asociadas a las variables de estado internas que definen la disipación.
3. Definición de un potencial disipativo del que derivan las leyes de evolución de las variables de estado asociadas a los mecanismos disipativos.

Estos tres pasos ofrecen varias opciones para las definiciones, cada una elegida de acuerdo con los resultados experimentales y el propósito de uso. Además, debe verificarse que dentro del modelo el segundo principio de la termodinámica se cumple para cualquier evolución posible.
El potencial de estado general se toma usualmente como la energía libre de Helmholtz por unidad de volumen:

{\displaystyle \psi (\varepsilon _{ij}^{(e)},D_{ij},r,\alpha _{ij})=\psi _{e}+\psi _{p}}

donde {\displaystyle \varepsilon _{ij}^{(e)}} son las componentes del tensor de deformaciones elásticas, {\displaystyle D_{ij}} es el tensor de daño (anisótropo), {\displaystyle } es el endurecimiento plástico isótropo y {\displaystyle \alpha _{ij}} son las componentes del tensor de endurecimiento cinemático. La parte plástica de este potencial se suele tomar como:

{\displaystyle \psi _{p}(r,\alpha _{ij})={\frac {1}{\rho }}\left(\int _{0}^{r}R{\text{d}}r+\sum _{i,j}C\alpha _{ij}^{2}\right)}

Las ecuaciones cinéticas que gobiernan la evolución de las variables internas {\displaystyle (r,\alpha _{ij})} se derivan del potencial disipativo {\displaystyle F} que es una función convexa cuya de cuya forma depende en última instancia que se obtenga un modelo consistente con el segundo principio. Esta función admite la siguiente descomposición:

{\displaystyle F({\boldsymbol {\sigma }},R,{\boldsymbol {X}},{\boldsymbol {Y}})=F_{0}+F_{X}+F_{D}}

donde {\displaystyle ({\boldsymbol {\sigma }},R,{\boldsymbol {X}},{\boldsymbol {Y}})} son las variables conjugadas de las variables {\displaystyle ({\boldsymbol {\varepsilon }},r,{\boldsymbol {\alpha }},{\boldsymbol {D}})}.